# آگریپینا واگانووا
آگریپینا یاکوولونا واگانووا (روسی: Агриппина Яковлевна Ваганова؛ ‏ ۲۶ ژوئن ۱۸۷۹ – ۵ نوامبر ۱۹۵۱) که نامش در زبان ارمنی آگریپینا هاکوبی واهانووا (ارمنی: Ագրիպինա Հակոբի Վահանովա) تلفظ می‌شود، رقصنده باله، طراح رقص و مربی رقص اهل اتحاد جماهیر شوروی بود. وی یک معلم برجسته باله در اتحاد جماهیر شوروی بود که روش بالهٔ واگانووا را توسعه داد. این تکنیک از شیوه‌های آموزشی مدرسه سلطنتی باله (که امروزه به نام آکادمی باله واگانووا شناخته می‌شود) برگرفته شده است. این مدرسه تحت رهبری ماریوس پتیپا استاد باله سلطنتی، در نیمه دوم قرن نوزدهم، به‌ویژه در دهه‌های ۱۸۸۰ و ۱۸۹۰، فعالیت داشت.
آگریپینا واگانووا این شیوه تدریس باله کلاسیک را اصلاح و تکمیل کرد و آن را به یک برنامه درسی مدون و عملی تبدیل نمود. کتاب او با عنوان اصول رقص کلاسیک (۱۹۳۴) همچنان یکی از کتاب‌های مرجع استاندارد برای آموزش تکنیک‌های باله محسوب می‌شود. امروزه، تکنیک واگانووا یکی از محبوب‌ترین و پرکاربردترین روش‌های آموزش باله در سراسر جهان است.

## زندگی و حرفه
آگریپینا واگانووا در سن‌پترزبورگ متولد شد. پدرش، آکوپ واگانوف، مردی ارمنی از آستراخان بود که به عنوان راهنما در تالار مارینسکی کار می‌کرد و مادرش روس بود.
تمامی زندگی حرفه‌ای واگانووا با باله سلطنتی (بعدها باله کیروف) در تالار مارینسکی سنت پترزبورگ گره خورده بود. او در سال ۱۸۸۸ وارد مدرسه سلطنتی باله شد، که توسط آنا، امپراتریس روسیه تأسیس شده و تحت حمایت مالی خانوادهٔ تزار قرار داشت. او از کلاس رقص اوگنیا پاولونا سوکولوا فارغ‌التحصیل شد و همچنین تحت آموزش یکاترینا وازم، کریستیان یوهانسون، لف ایوانوف، نیکولای لگات و پاول گردت قرار گرفت.
واگانووا در سال‌های نخست دانش‌آموزی خود در باله با دشواری‌هایی روبه‌رو بود، اما با تلاش و پشتکار توانست به باله سلطنتی راه یابد. زمانی که به رتبه سولیست (اجرای فردی) رسید، منتقدان باله در سن‌پترزبورگ او را «ملکه واریاسیون‌ها» نامیدند، به دلیل مهارت بی‌نظیر و تکنیک فوق‌العاده‌اش.
با این حال، ماریوس پتیپا استاد بزرگ باله، علاقه چندانی به رقص او نداشت و در یادداشت‌های خود از اجراهای او با عباراتی مانند «وحشتناک» و «بسیار بد» یاد کرده است. اما در سال ۱۹۱۵، نیکولای لگات، استاد باله، واگانووا را در نقش الهه نیرینی در نسخه بازسازی‌شده باله طلسم اثر ماریوس پتیپا انتخاب کرد. این اجرا موفقیت بزرگی برای او بود و باعث شد به رتبه پریما بالرینا (رقصنده نخست) ارتقا یابد. با این حال، او یک سال بعد بازنشسته شد تا تمام تمرکزش را بر آموزش بگذارد.

## دوره تدریس و تأثیرگذاری در باله
واگانووا در سال ۱۹۱۶ تدریس باله را در مدرسه بالتیک فلیت (که توسط آکیم والینسکی تأسیس شده بود) آغاز کرد. وی در سال ۱۹۲۱ تدریس در کالج طراحی رقص را شروع کردکه در آن زمان مدرسه قدیمی تئاتر امپراتوری نامیده می‌شد و در خیابان روسی واقع شده بود (بعد از انقلاب اکتبر بخش باله از نمایش و موسیقی جدا شد). اگرچه او به عنوان یک رقاص حرفه‌ای، شهرت داشت، اما جایگاه تاریخی و مهم او به عنوان یک استاد برجسته باله تدریجاً تثبیت شد. تجربیات او در مبارزه با دشواری‌های یادگیری باله به او کمک کرد تا روش تدریس خود را تکامل بخشد. بسیاری از شاگردان او بعدها رقصنده‌های برجسته و افسانه‌ای دنیای باله شدند.
پس از انقلاب اکتبر، آینده باله در روسیه مبهم شد، زیرا باله در گذشته هنری وابسته به دربار سلطنتی محسوب می‌شد. با این وجود، واگانووا با چنگ و دندان و تلاش فراوان برای حفظ میراث ماریوس پتیپا و باله سلطنتی مبارزه کرد.
او از ۱۹۳۱ تا ۱۹۳۷ به عنوان مدیر هنری باله در تئاتر اپرا و باله لنینگراد (باله کیروف) فعالیت کرد. در سال ۱۹۳۳، او نسخه‌ای از دریاچه قو را با استفاده از طرح لف ایوانوف و ماریوس پتیپا اجرا کرد که در آن گالینا اولانووا در نقش اودت، اولگا جردان در نقش اودیل و کنستانتین سرگیف در نقش شاهزاده زیگفرید ظاهر شدند. در سال ۱۹۳۵، او باله اسمرالدا را بخش‌هایی از آن توسط خودش طراحی رقص شده بود، اجرا کرد.
در سال ۱۹۳۴، او کتاب مشهور خود «اصول رقص کلاسیک» (Fundamentals of Classical Dance) را منتشر کرد که تاکنون بیش از شش بار در روسیه تجدید چاپ شده و به چندین زبان ترجمه شده است.
در همان سال، واگانووا (همراه با بوریس شاوروف) دپارتمان آموزشی باله را در کنسرواتوار سن پترزبورگ راه‌اندازی کرد تا معلمان آینده باله را آموزش دهد. برخی از شاگردان او که بعدها معلم شدند، عبارتند از: ورا کاستروویتسکایا (نویسندهٔ کتاب ۱۰۰ درس رقص کلاسیک و همچنین کتاب مکتب رقص کلاسیک با همکاری آ. پیساروف)، نادژدا بازارووا و واروارا می (نویسندگان کتاب الفبای رقص کلاسیک)
از جمله برجسته‌ترین شاگردان آگریپینا واگانووا که بعدها ستارگان باله شوروی می‌توان به ماریا سمیونووا، اولگا جردن، گالینا اولانووا، تاتیانا وچسلووا، فیا بالابینا، ناتالیا دودینسکایا، گالینا کورگاپکینا، آلا اوسیپنکو، نینل پترووا، نونا ساتربووا، اولگلموئیسووا، لودمیلا سافرونووا، نینل کروگاپکینا، آلا اوسیپنکو و ایرینا کولپاکووا اشاره کرد. واگانووا در آموزش باله، ظرافت و سبک زیبای مکتب فرانسوی را با نرمی حرکات دست مکتب روسی و قدرت و تکنیک پاهای مکتب ایتالیایی ترکیب کرد و این اصول را با جنبش‌های پویای باله اتحاد جماهیر شوروی تلفیق نمود. او تا سال ۱۹۵۱ به تدریس در کلاس  رقص باله کیروف ادامه داد. پس از مرگش، ناتالیا دودینسکایا جایگزین او شد.
پس از مرگ واگانووا در ۵ نوامبر ۱۹۵۱، نام کالج رقص سنت پترزبورگ به آکادمی باله روسی واگانووا تغییر یافت. در سال ۱۹۶۱، این آکادمی عنوان «آکادمیک» را دریافت کرد و از سال ۱۹۹۱ به نام آکادمی باله روسی واگانووا شناخته شد.
روش واگانووا تنها در روسیه باقی نماند، بلکه به عنوان یک متد آموزشی استاندارد در اوکراین، آلمان، چین و بسیاری از کشورها رواج یافت. مدرسه دولتی باله برلین در آلمان، یکی از مهم‌ترین مراکزی است که این روش را به کار می‌برد. همچنین در ایالات متحده آمریکا، روندی رو به رشد برای پذیرش و استفاده از روش واگانووا در آموزش باله دیده می‌شود.
آگریپینا واگانووا بایت مشارکت‌های هنری‌اش برندهٔ جوایزی همچون جایزه استالین، هنرمند مردمی جمهوری شوروی فدراتیو سوسیالیستی روسیه، نشان پرچم سرخ کار و مدال کار شجاعانه در جنگ بزرگ میهنی (۱۹۴۵–۱۹۴۱) شده است.